# F (SAB)
F är ett signum i SAB. 

## FSpråkvetenskap
- F.0 Särskilda språkvetenskapliga aspekter
  - F.00 Språkhistoria
  - F.01 Grammatik
  - F.02 Ordförråd, lexikologi
  - F.03 Namnforskning (onomastik)
  - F.04 Dialektologi och språkgeografi
- Fb Indoeuropeiska språk: allmänt
  - Fbg Germanska språk: allmänt
  - Fbh Urgermanska
  - Fbk Gotiska
  - Fbn Nordiska språk: allmänt
  - Fbr Runologi
- Fc Svenska
  - Fca Fornsvenska
  - Fct Svenska som andraspråk
- Fd Övriga nordiska språk
  - Fda Danska
  - Fdb Norska
  - Fdc Isländska och färöiska
    - Fdca Fornisländska och fornnorska
    - Fdcb Nyisländska
    - Fdcf Färöiska
- Fe Engelska
  - Fea Fornengelska (anglosaxiska)
  - Feb Medelengelska
  - Feo Asiatisk engelska
  - Fep Afrikansk engelska
  - Feq Amerikansk engelska
  - Fer Australisk engelska
- Ff Tyska
  - Ffa Fornhögtyska
  - Ffb Medelhögtyska
  - Ffl Lågtyska
  - Ffo Jiddisch
- Fg Nederländska
  - Fgp Afrikaans
  - Fgt Frisiska
- Fh Romanska språk: allmänt
  - Fha Rätoromanska
  - Fhb Rumänska
  - Fhc Dalmatiska
- Fi Italienska
  - Fit Sardiska
- Fj Franska
  - Fja Fornfranska
  - Fjb Medelfranska
  - Fjp Afrikansk franska
  - Fjq Amerikansk franska
  - Fjt Provensalska och occitanska
- Fk Spanska
  - Fkq Amerikansk spanska
  - Fks Spanjolska (Ladino, sefardisk spanska)
  - Fku Katalanska
- Fl Portugisiska
  - Flp Afrikansk portugisiska
  - Flq Brasilianska
  - Flt Galiciska
- Fm Slaviska och baltiska språk
  - Fma Ryska
  - Fmb Ukrainska
  - Fmc Polska
  - Fmd Tjeckiska
  - Fme Slovakiska
  - Fmf Serbokroatiska
  - Fmg Slovenska
  - Fmh Bulgariska
  - Fmi Fornkyrkslaviska
  - Fmj Makedonska
  - Fmk Baltiska språk
    - Fmka Litauiska
    - Fmkb Lettiska
    - Fmkc Fornpreussiska
- Fn Keltiska språk
  - Fna Kontinentalkeltiska
  - Fnb Gaeliska[förtydliga]
  - Fnc Britanniska
- Fo Grekiska och latin
  - Foa Klassisk grekiska
  - Fob Nygrekiska
  - Foc Latin
- Fp Indoariska språk
  - Fpa Sanskrit
  - Fpb Medelindoariska språk
  - Fpr Romani
- Fq Iranska språk
- Fr Övriga indoeuropeiska språk
  - Fra Tochariska språk
  - Frb Armeniska
  - Frc Anatoliska språk
  - Frd Illyriska
  - Frf Albanska
- Fs Semitiska språk
  - Fsa Akkadiska
  - Fsc Kananeiska
  - Fsd Hebreiska
  - Fse Arameiska
  - Fsg Arabiska
    - Fsgm Maltesiska

  - Fsh Sydarabiska språk
  - Fsi Etiopiska språk
    - Fsia Ge'ez
    - Fsic Tigrinska
    - Fsie Amhariska
- Ft Hamitiska språk och Tchad-språk
  - Fta Egyptiska
    - Ftaa Fornegyptiska
    - Ftab Koptiska

  - Ftb Libysk-berbiska språk
  - Ftc Kushitiska språk
    - Ftca Somaliska
    - Ftcb Oromo

  - Ftd Tchadspråk
    - Ftda Haussa
- Fu Finsk-ugriska och altaiska språk
  - Fua Finsk-ugriska språk: allmänt
  - Fub Finska
    - Fubt Meänkieli (Tornedalsfinska)

  - Fuc Estniska
  - Fue Samiska
    - Fuea Nordsamiska
    - Fueb Sydsamiska
    - Fuec Östsamiska

  - Fuf Volgafinska språk
  - Fug Permiska språk
  - Fuk Ungerska
  - Fun Samojediska språk
  - Fut Turkiska språk
    - Futa Azerbajdzjanska
    - Futb Basjkiriska
    - Futj Jakutiska
    - Futk Kazakiska
    - Futl Kirgiziska
    - Futm Turkmeniska
    - Futn Tatariska
    - Futo Tjuvasjiska
    - Futt Turkiska
    - Futu Uiguriska
    - Futv Uzbekiska

  - Fuu Mongoliska språk
  - Fuv Tungusiska språk
- Fv sino-tibetansk, tai- och austro-asiatiska språk
  - Fva Kinesiska
  - Fvb Taispråk
    - Fvba Thailändska (Thai)
    - Fvbb Laotiska (Lao)

  - Fvc Tibeto-burmanska språk
    - Fvca Burmesiska
    - Fvcb Tibetanska

  - Fvd Austroasiatiska språk
    - Fvda Mon-khmerspråk
      - Fvdaa Kambodjanska (Khmer)

  - Fve Viet-muongspråk
    - Fvea Vietnamesiska

  - Fvf Mundaspråk
  - Fvg Hmong-mienspråk
- Fx Övriga språk
  - Fxa Isolerade fornspråk
    - Fxaa Sumeriska
    - Fxae Etruskiska

  - Fxf Baskiska
  - Fxh Kaukasiska språk
    - Fxha Georgiska

  - Fxi Paleosibiriska språk
  - Fxj Japanska
  - Fxk Koreanska
  - Fxm Ainu
  - Fxo Dravidiska språk
    - Fxoa Tamil
    - Fxob Telugu
    - Fxoc Kanaresiska
    - Fxod Malayalam

  - Fxp Afrikanska språk
    - Fxpa Khoisanspråk
    - Fxpb Niger-Kongospråk
      - Fxpba Igbo (Ibo)
      - Fxpbb Yoruba
      - Fxpbc Wolof
      - Fxpbd Fulani
      - Fxpbe Efik

    - Fxpc Bantuspråk
      - Fxpca Swahili
      - Fxpcb Zulu
      - Fxpcc Xhosa
      - Fxpcf Shona
      - Fxpcg Kikongo
      - Fxpch Lingala
      - Fxpci Rwanda
      - Fxpck Kikuyu
      - Fxpcl Luganda
      - Fxpcn nordndebele/sydndebele

  - Fxq Indianspråk
    - Fxqa Eskimåisk-aleutiska språk
      - Fxqaa Grönländska

    - Fxqb Nord- och centralamerikanska indianspråk
      - Fxqbm Mayaspråk
      - Fxqbn Nahuatl

    - Fxqc Sydamerikanska indianspråk
      - Fxqcg Guaraní
      - Fxqcq Quechua

  - Fxr Austronesiska språk
    - Fxra Papuanska språk
    - Fxrb Malajo-polynesiska språk
      - Fxrba Javanesiska
      - Fxrbb Indonesiska (Bahasa Indonesia)
      - Fxrbc Malajiska (Bahasa Malaysia)
      - Fxrbd Tagalog
      - Fxrbe Malagassiska
      - Fxrbf Cebuano

    - Fxrg Tasmaniska språk

  - Fxs Burushaski
- Fy Konstgjorda språk
  - Fya Interlingua
  - Fye Esperanto
  - Fyi Ido
  - Fym Mondial
- Få Teckenspråk